# Еврисфей (пьеса)
«Еврисфей» или «Эврисфей» (др.-греч. Εὐρυσθεύς) — сатировская драма древнегреческого драматурга Еврипида (V век до н. э.), сюжет которой связан с мифами о Геракле. Текст пьесы утрачен за исключением нескольких небольших отрывков.
Главный герой сатировской драмы — Еврисфей, царь Тиринфа из рода Персеидов, которому боги подчинили Геракла. По воле Еврисфея Геракл должен совершить 12 подвигов.